# Xue Zhiwen
Xue Zhiwen (1 de agosto de 2003) es un deportista chino que compite en patinaje de velocidad sobre hielo. Ganó una medalla de oro en el Campeonato Mundial de Patinaje de Velocidad sobre Hielo en Distancia Individual de 2025, en la prueba de velocidad por equipos.

## Palmarés internacional
| Campeonato Mundial en Distancia Individual | Campeonato Mundial en Distancia Individual | Campeonato Mundial en Distancia Individual | Campeonato Mundial en Distancia Individual |
| Año                                        | Lugar                                      | Medalla                                    | Prueba                                     |
| ------------------------------------------ | ------------------------------------------ | ------------------------------------------ | ------------------------------------------ |
| 2025                                       | Hamar (Noruega)                            | Medalla de oro                             | Velocidad por equipos                      |